# Робсон, Джимми
Джеймс Робсон (англ. James Robson; 23 января 1939, Пелтон, Дарем — 14 декабря 2021) — английский футболист, играл на позиции флангового нападающего.

## Биография

### Игровая карьера
Робсон в течение девяти сезонов играл за «Бернли», в составе которого выиграл чемпионский титул в 1960 году. В мае 1962 года в финальном матче Кубка Англии с «Тоттенхэм Хотспур» забил 100-й гол в карьере, но «шпоры» выиграли тот матч со счётом 3:1. Всего во всех турнирах сыграл 242 матча и забил 100 голов.
В 1965 году перешёл в «Блэкпул», за который играл в течение трёх сезонов. Затем он играл за «Барнсли» и «Бери», в котором завершил карьеру игрока.

### Смерть
Скончался 14 декабря 2021 года в возрасте 82 лет от болезни Альцгеймера.